# ホウライチク
ホウライチク（蓬莱竹）はイネ科ホウライチク属の多年生常緑竹である。地下茎を伸ばさず株立状となるためバンブー類に分類される。東南アジアから中国南部にかけての熱帯地域を原産とし、桿の繊維を火縄銃の火縄の材料とするため日本へ渡来し、中部地方以西に植栽されている。マダケやモウソウチクと異なり根を地面に垂直に深く張るため、斜面の崩壊を防止する効果を有する。
桿の高さは3～8メートル程、直径は2~3cm。節間は20～50cmと長く、節からは多くの小枝が束状に出る。葉は枝先に3～9枚ずつでやや密に束生し、長さ6~15cmの狭披針形で先は鋭く尖り、葉脈は平行脈のみで、横脈を欠く。タケノコは初夏から秋にかけて出る。
桿が肉厚で重く水に沈むことからチンチク（沈竹）、タケノコが夏に生えるので土用竹、高知ではシンニョウダケとも呼ばれる。

## 変種・品種
- オオバコマチ（大葉小町竹） f. Ohkomachi - コマチダケの大型種
- ギンメイホウライ（銀明蓬莱竹）f. Ginmei - 緑地に黄色の縦筋が入る。
- コマチダケ（小町竹） f. solida - 孔のない品種で、葉が小さい。
- ショウコマチ（小小町竹） f. Shyo-komachi - コマチダケよりもさらに葉が小さい。
- スホウチク（蘇枋竹） f. alphonso-karri - 斑入り品種で、冬から春にかけては桿が黄色地に緑色の縦縞があり、夏から冬にかけては赤くなる。別名シュチク（朱竹）。
- ホウオウチク（鳳凰竹） var. elegans - 桿の高さは2~3m程。葉はとても小さくて、2列に密に並ぶ形が鳳凰を思わせる。 
  - フイリホウオウチク（斑入鳳凰竹） f. Albovariegata
  - ベニホウオウチク（紅鳳凰竹） f. Viridistriata - 桿や枝が黄色地に緑色の縞が入る。紅色の縞が入るものもある。
  - ミキスジホウオウチク（幹筋鳳凰竹） f. Albostriata
- ホウショウチク（蓬翔竹；鳳翔竹）f. Variegata - 稈に少数、葉に多数の白条を出現させる変異体。タケノコは秋に出、皮の縁と中央部分に白条が多い。